# Damona
Na religião galo-romana, Damona era uma deusa cultuada na Gália como consorte de Apolo Borvo e de Apolo Moritasgo. Mary Jones interpreta o nome de Damona como a "Vaca Divina" baseada em sua semelhança com damos ou "vaca". Às vezes tem sido ligada à deusa irlandesa Boand com a base desta associação bovina. Van Andringa descreve Damona e Bormana como as deidades patronas da primavera quente em Bourbonne-les-Bains e Saint-Vulbas, respectivamente. Algumas das dezessete inscrições dedicadas à Damona foram recuperadas, incluindo nove de Bourbonne-les-Bains e quatro de Bourbon-Lancy, ambas cidades para relaxar na França oriental. Em uma inscrição de Saintes, a deusa tem o epíteto Matubérgino (Matubergini).